# Diecéze Aureliopolis v Asii
Diecéze Aureliopolis v Asii je titulární diecéze římskokatolické církve.

## Historie
Aureliopolis v Asii, identifikovatelný s Freneli v dnešním Turecku, bylo starobylé biskupské sídlo nacházející se v římské provincii Asia I. Bylo součástí Konstantinopolského patriarchátu a sufragánnou arcidiecéze Efez.
Diecéze Aureliopolis je zmíněna v Notitiae Episcopatuum ze 7. a 10. století mezi sufragánnami Efezu, z prvního tisíciletí není znám žádný biskup tohoto sídla. Michel Lequien tuto diecézi nezmiňuje ale sídlo Valentinianopolis které se nacházelo na stejném místě. Autor zmiňuje dva biskupy Valentinianopole: Eusebius který ze zúčastnil roku 400 koncilu Jana Zlatoústého v Konstantinopoli; Thomas zúčastněný roku 431 Efezského koncilu, roku 448 synody v Konstantinopoli svolané patriarchou Flavianem proti Eutychovi a roku 451 Chalkedonského koncilu.
Dnes je využívána jako titulární biskupské sídlo; v současné době je bez titulárního biskupa.

## Seznam biskupůValentinianopolisu
- Eusebius (zmíněn roku 400)
- Thomas (před rokem 431 - po roce 451)

## Seznam titulárních biskupů
Titulární biskupové Aureliopolis v Asii a Aureliopolis v Lýdii nelze dobře rozpoznat z důvodu podobnosti jmen a špatných zdrojů.
- 1622 - 1630 Carlo Emanuele Madruzzo
- 1631 - 1654 Kaspar Münster, O.Carm.
- 1655 - 1656 Ägidius Gelenius
- 1657 - 1667 Johann Bischopinck
- 1688 - 1708 Philip Michael Ellis, O.S.B.
- 1715 - 1734 Daniele Dolfin
- 1734 - 1735 Leopold Ludwig Wilhelm Ferdinand von Kollonitz, O.C.D.
- 1738 - 1753 Johann Anton Strattmann, O.C.D.
- 1775 - ?        Antonio Maria Ambiveri
- 1839 - 1842 Antonín Arnošt ze Schaffgotsche[1]
- 1951 - 1962 Nicola Canino
- 1962 - 1963 Beniamino Nardone
- 1963 - 1968 Alfonso Uribe Jaramillo